# IC 4391
IC 4391 ist eine Spiralgalaxie vom Hubble-Typ Sa im Sternbild Zentaur am Südsternhimmel, welche etwa 124 Millionen Lichtjahre von der Milchstraße entfernt ist.
Das Objekt wurde im Jahre 1899 von DeLisle Stewart entdeckt.